# Радивој Увалић
Радивој Увалић Бата (Бачка Паланка, 20. април 1912 — Горган, 28. септембар 1971) био је доктор права, учесник Шпанског грађанског рата и Народноослободилачке борбе, професор Универзитета, друштвено-политички радник и дипломата СФР Југославије.

## Биографија
Студирао је право у Београду и Паризу где је и докторирао.
За време студија у Француској ступио је у везу са члановима КПЈ који су деловали у емиграцији и 1935. постао члан КПЈ. Учествовао је у Шпанском грађанском рату од јануара до августа 1937. борећи се на страни Шпанске републике. После повратка из Шпаније боравио у Паризу, одакле се половином 1939. вратио у земљу. По одслужењу војног рока био је изабран за доцента Правног факултета у Суботици, али постављење није добио.
После Априлског рата 1941. задржавао се у Београду до јуна, када је отишао на планину Пасјачу у Топлици, где је са Ратком Павловићем и другима учествовао у организовању устанка. Био је политички комесар и командир у Расинском партизанском одреду, затим предавач на партијским курсевима. У време ослобођења Србије крајем 1944. био је на дужности Политоделу Двадесетпете српске дивизије, а нешто касније у Пропагандном одељењу Врховног штаба.
После Ослобођења је начелник Савезног министарства за индустрију, начелник одељења за обнову Председништва владе НР Србије, доцент, а затим професор најпре на Правном, а потом на Економском факултету у Београду. 
Увалић је покретач и оснивач Друштва економиста Србије и један од првих његових председника. Покретач је и дугогодишњи главни уредник првог економског теоријског часописа „Економист“ и најеминентнији сарадник тога часописа. У исто време ради на оснивању Економског факултета у Београду, његов утемељач и централна личност у постављању првих основа универзитетске економске наставе на њему. Заслугом Увалића основан је и први Економски институт у Србији, у коме се, на његову иницијативу започињу прва озбиљнија научних истраживања о привреди Србије и Југославије, по којима овај Институт постаје значајна научна институција у јавном животу. Увалић је био један од главних носилаца иницијативе за оснивање Савеза економиста Југославије, председавајући је првог оснивачког Конгреса и подносилац основног конгресног реферата који је смелошћу својих идеја побудио општи интерес и покренуо на критичко разматрање домета и наше теорије и праксе.
Од 1953. до 1960. је југословенски амбасадор у Норвешкој, Аустрији и Француској, 1960—62 директор Института друштвених наука, а потом до 1967. амбасадор у Индији. 
Од 1961. године био је дописни члан Српске академије наука и уметности (САНУ), односно њеног Одељења друштвених наука.
Од 1967. је помоћник државног секретара за иностране послове, а 1971. поново је постављен за амбасадора у Индији. На путу на нову дужност погинуо је у саобраћајној незгоди код места Горган, у Ирану 28. септембра 1971. године.
Носилац је Партизанске споменице 1941. и других југословенских одликовања.